# Emil Sax
Emil Sax (8. dubna 1845 Javorník – 25. března 1927 Volosko) byl rakouský a český národohospodář, vysokoškolský pedagog a politik německé národnosti ze Slezska, v 2. polovině 19. století poslanec Říšské rady a rektor Německé univerzity v Praze.

## Biografie
Byl univerzitním profesorem v Praze.
Byl synem soudního rady. V letech 1862–1866 studoval právo na Vídeňské univerzitě. V roce 1868 byl promován na doktora práv. Nastoupil jako tajemník do rakouské komise pro Světovou výstavu v Paříži. V letech 1870–1873 působil jako koncipista v kanceláři vídeňské obchodní a živnostenské komory. V letech 1874–1879 pracoval na pozici tajemníka v Severní dráze císaře Ferdinanda. V roce 1874 se stal soukromým docentem pro národohospodářství a finanční vědy na Vídeňské univerzitě. Roku 1879 byl jmenován mimořádným a roku 1880 řádným profesorem na Karlo-Ferdinandově univerzitě v Praze, po jejímž následném rozdělení přešel na pražskou Německou univerzitu. V roce 1888/1889 byl děkanem její právnické fakulty a v roce 1892/1893 rektorem Německé univerzity v Praze. Roku 1893 odešel ze zdravotních důvodů do penze.
Byl aktivní i politicky. Z titulu své funkce rektora pražské německé univerzity zasedal v letech 1892–1893 coby virilista mezi poslanci Českého zemského sněmu.
Působil i jako poslanec Říšské rady (celostátního parlamentu Předlitavska), kam usedl ve volbách roku 1879 za kurii městskou a obchodních a živnostenských komor v Slezsku, obvod Opava. Ve volebním období 1879–1885 se uvádí jako Dr. Emil Sax, c. k. univerzitní profesor, bytem Praha.
Po volbách 1879 je uváděn jako ústavověrný poslanec (stoupenec liberální, centralistické a provídeňské Ústavní strany). Byl orientován jako německý liberál. Na Říšské radě se v říjnu 1879 uvádí jako člen staroněmeckého Klubu liberálů (Club der Liberalen).
Patřil mezi významné představitele vídeňské národohodpodářské školy. Měl vliv na výzkum v oblasti dopravní a finanční vědy. Chápal význam dopravní infrastruktury pro rozvoj ekonomiky. Kriticky hodnotil teorii úroků z kapitálů prosazovanou Eugenen von Böhm-Bawerkem.
Zemřel v březnu 1927.